# 蒙达沃藏
蒙达沃藏（法語：Mondavezan，法語發音：[mɔ̃davzɑ̃]）是法国上加龙省的一个市镇，属于米雷区

## 地理
蒙达沃藏（43°14'21"N, 1°2'4"E）面积21.09 平方千米，位于法国奧克西塔尼大區上加龙省，该省份为法国西南部内陆省份，西南端与西班牙接壤，自此顺时针与上比利牛斯省、热尔省、塔恩-加龙省、塔恩省、奥德省和阿列日省接壤。
与蒙达沃藏接壤的市镇（或旧市镇、城区）包括：蒙图桑、卡泽尔、勒富瑟雷、弗朗孔、莱斯坎、马特尔托洛萨讷、帕拉米尼、萨纳。

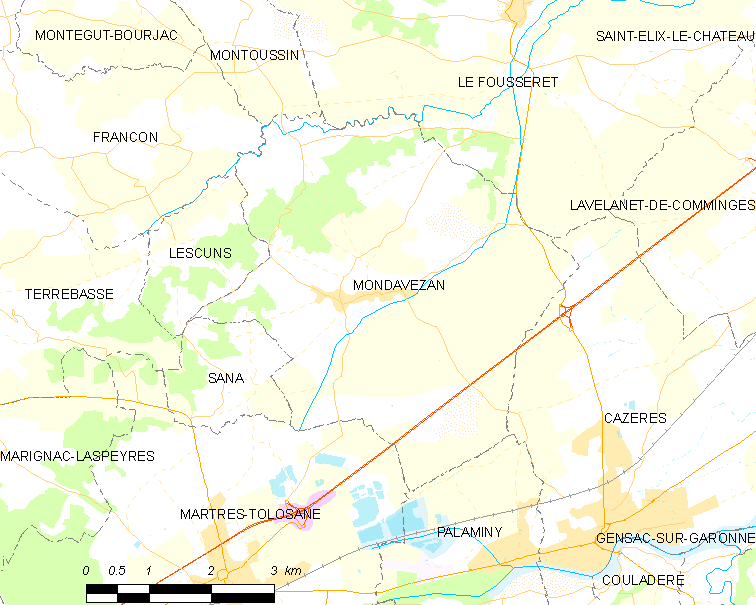
蒙达沃藏的OSM定位图

蒙达沃藏的时区为UTC+01:00、UTC+02:00（夏令时）。

## 行政
蒙达沃藏的邮政编码为31220，INSEE市镇编码为31349。

## 政治
蒙达沃藏所属的省级选区为卡泽尔县。

## 人口

1962-2008年间蒙达沃藏人口变化图示

蒙达沃藏于2022年1月1日时的人口数量为899人。